# Martin Bormann
Martin Ludwig Bormann (Halberstadt, 17 giugno 1900 – Berlino, 2 maggio 1945) è stato un politico, generale e criminale di guerra tedesco. Capo della cancelleria del NSDAP (Parteikanzlei) e segretario personale di Adolf Hitler, fu tra i membri più importanti nella gerarchia della Germania nazista.

## Biografia

### Infanzia e gioventù
Martin Ludwig Bormann nacque a Wegeleben, nell'allora Impero tedesco, il 17 giugno 1900. Il padre, Theodor Bormann, prussiano, fu prima sergente maggiore di un reggimento di artiglieria e successivamente impiegato delle poste. Rimasto vedovo con due figli, si risposò con Antoine, che gli diede altri tre figli, di cui il primo fu Martin. Nel 1904 Theodor morì e Antoine, in difficoltà economiche, si risposò con Albert Vollborn, direttore di un'agenzia bancaria.
Bormann, durante la scuola superiore, s'interessò di musica e del gioco degli scacchi; partecipò a vari circoli nei quali ebbe occasione di parlare della situazione ebraica mondiale e del sionismo. Lasciò presto gli studi per lavorare in una fattoria nel Meclemburgo. Durante le ultime fasi della prima guerra mondiale venne arruolato come cannoniere in una sezione di artiglieria, ma non partecipò a nessuna battaglia. Nel 1922 si unì al Freikorps Roßbach. Nel marzo 1924 venne condannato a un anno di prigione perché complice di Rudolf Höss nel brutale omicidio del suo stesso insegnante di scuola elementare, Walther Kadow, militante comunista e sospettato di aver consegnato alle autorità francesi il nazionalista Albert Leo Schlageter. Scontò undici mesi di reclusione e, squattrinato e senza lavoro, si unì nuovamente ai Freikorps.

### Ascesa nel Partito nazista
Si iscrisse al NSDAP il 17 febbraio 1927, tessera numero 60508. Il partito gli offrì l'incarico di amministratore del fondo previdenziale delle Sturmabteilung (SA). Dal 1928 al 1930 fu membro del Comando Supremo delle SA. Nell'ottobre 1933 divenne Reichsleiter e in novembre membro del Reichstag. Da luglio 1933 al 1941 Bormann fu segretario personale di Rudolf Hess. Fu lui a dirigere la costruzione del famoso Kehlsteinhaus, noto come "Nido dell'aquila", la fortezza progettata da Roderich Fick e costruita sul picco da cui prese il nome, il Kehlstein, che sovrasta la località montuosa dell'Obersalzberg. Dimostrò di essere un uomo ligio al dovere anche a costo di essere crudele: distrusse strade e case, sfrattandone gli inquilini.
Lo chalet fu donato, per il suo cinquantesimo compleanno, a Hitler, a cui però non piacque nonostante fosse stato progettato secondo alcune sue direttive, avendo subito molti cambiamenti durante la costruzione. Il Führer, infatti, continuò a preferire la sua più piccola e modesta villetta poco distante, il Berghof. Bormann sostenne la repressione di tutti i gruppi organizzati di opposizione, in particolar modo delle Chiese, e di ogni influenza religiosa dal partito. Nel luglio 1938 proibì che nel partito fossero ammessi preti, il 6 giugno 1939 gli scienziati di fede cristiana, successivamente gli studenti di teologia. Lottò contro qualsiasi genere di insegnamento religioso nelle scuole. Nel 1941 emanò una circolare indirizzata ai gauleiter, ossia ai funzionari locali del partito nazionalsocialista, nella quale, senza ambiguità di sorta, sancì l'assoluta inconciliabilità tra il nazionalsocialismo e il cristianesimo. Vi si legge, tra l'altro, che «nazionalsocialismo e cristianesimo sono incompatibili» e che i contenuti del cristianesimo «nei loro punti essenziali, sono di derivazione giudaica. Anche per questo motivo noi non abbiamo nessun bisogno del cristianesimo». La circolare fu inclusa negli atti di accusa contro Bormann al processo di Norimberga, classificata come documento 075-D.
Bormann colse l'occasione di subentrare a Hess, quando nel 1941 questi volò in Gran Bretagna nel tentativo di proporre una pace separata con il governo inglese. Divenne capo della Parteikanzlei e gli fu affidato il compito di amministrare il Fondo Adolf Hitler dell'industria tedesca. Il 12 aprile 1943 venne nominato ufficialmente segretario personale di Hitler. Ottenne poteri superiori a quelli del suo predecessore come il controllo di tutte le leggi e le direttive emanate dal Gabinetto del Führer e la direzione del Consiglio dei ministri per la Difesa del Reich. Il 16 luglio 1941 Bormann partecipò alla conferenza presso il Quartier Generale del Führer insieme a Göring, Rosenberg, Keitel e Lammers, nella quale si stabilirono piani per l'annessione dei territori russi e degli altri Paesi dell'Est. Partecipò a una seconda riunione l'8 maggio 1942 con Hitler, Rosenberg e Lammers sulla soppressione della libertà religiosa.
Sostenne le politiche sulla condizione dei prigionieri di guerra particolarmente cruente. Firmò il decreto del 9 ottobre 1942 che stabiliva l'eliminazione permanente di tutti gli ebrei presenti sul territorio della Germania; quello del 1º luglio 1943, che dava controllo assoluto sugli ebrei a Eichmann, e un ultimo, del 30 settembre 1944, dove la giurisdizione di tutti i prigionieri di guerra veniva affidata a Himmler e alle SS.
Nonostante la sua figura poco appariscente rispetto a quella di altri gerarchi, Bormann fu un uomo dal grande potere, soprattutto nel periodo della seconda guerra mondiale. Come testimonia Albert Speer nelle sue memorie, la sua influenza su Hitler fu totale e divenne il filtro fra il Führer e il mondo esterno, l'interprete delle sue volontà. La sua influenza negativa su Hitler portò spesso a scelte errate e illogiche ai fini del decorso della guerra, tanto che in molti credettero erroneamente che egli fosse persino una spia di Stalin, rifugiatosi poi con i russi. Nell'inutile tentativo di arginare l'influenza di Bormann sul Führer, Göring, Goebbels e Speer cercarono di coalizzarsi per metterlo in difficoltà di fronte a Hitler. Il tentativo non andò a buon fine, in parte a causa di una certa conflittualità che esisteva tra Goebbels e Göring, quest'ultimo sempre più distante dalla realtà, a causa dell'assunzione di morfina.
Bormann, negli ultimi giorni della dittatura nazista, firmò il testamento politico di Hitler e fu testimone delle nozze del Führer con Eva Braun. Dal 5 luglio 1941 fino al 1944 fece trascrivere i discorsi tenuti da Hitler con i suoi invitati. Questi furono poi pubblicati con il titolo Conversazioni a tavola di Hitler.

## Vita privata
Bormann sposò nel 1929 Gerda (1909-1946), figlia di Walter Buch, giudice del tribunale del Partito nazista. I suoi testimoni di nozze furono Hess e Hitler. Quest'ultimo fu anche il padrino del primo figlio della coppia. Martin e Gerda Bormann, morta di cancro nel 1946 in Alto Adige, ebbero dieci figli.
- Adolf Martin (1930-2013), conosciuto come Martin "Kronzi" Bormann Jr,[47][48] ha rinnegato l'operato del padre. È stato sacerdote e missionario cattolico;[23] ha tenuto numerose conferenze sugli orrori della Shoah;[49][50]
- Ilse (1931-1958),[51] e la sorella gemella Ehrengard, morta poco dopo la nascita;[52]
- Irmgard (1933);[51][53]
- Rudolf Gerhard (1934);[51]
- Heinrich Hugo (1936);[51]
- Eva Ute (1938);[51]
- Gerda (1940);[51]
- Fred Hartmut (1942);[51]
- Volker (1943-1946).[51]

## Le circostanze della morte
Nulla di certo si sapeva di Bormann, da quando aveva abbandonato il Führerbunker insieme al dottore delle SS Ludwig Stumpfegger e al capo della gioventù hitleriana, Artur Axmann. L'ultimo uomo ad averlo visto era stato Erich Kempka, autista di Hitler, durante la notte fra il 1º e il 2 maggio 1945. Kempka sostenne di aver visto Bormann colpito a morte dall'esplosione di un carro armato, nel tentativo di attraversare le linee nemiche russe.
Un'identica versione dei fatti venne riferita dal granatiere SS della divisione Charlemagne (i volontari francesi arruolati nelle Waffen-SS), François Barazer de Lannurien. Questi, durante la battaglia di Berlino, dopo avere portato un compagno ferito a un posto di soccorso del Führerbunker, stava rientrando al proprio reparto. De Lannurien riferì che, aggregatosi a un carro armato Tiger che si stava allontanando dal quartier generale di Hitler, riconobbe tra i fuggiaschi che cercavano riparo dietro il carro, proprio il Reichsleiter e che, in conseguenza di un colpo dell'artiglieria sovietica che colpì in pieno il mezzo blindato, l'uomo che credeva di riconoscere come Martin Bormann sarebbe stato ferito in piena gola da una scheggia di granata, morendo poco dopo.
Altri dissero che, ferito leggermente da una granata, e vistosi perso, Bormann si fosse suicidato con una capsula di cianuro.
Martin Bormann fu comunque giudicato colpevole di crimini di guerra al processo di Norimberga e condannato a morte in contumacia.
Nel 1963, un impiegato delle poste in pensione di nome Albert Krumnow disse alla polizia che intorno all'8 maggio 1945 i sovietici avevano ordinato a lui e ai suoi commilitoni di seppellire due corpi trovati vicino al ponte ferroviario vicino alla stazione di Lehrter, a Berlino Ovest. Il 7 dicembre 1972, gli operai edili scoprirono dei resti umani vicino alla stazione di Lehrter, a soli 12 metri dal punto in cui Krumnow affermò di averli seppelliti.
Durante l'autopsia furono trovati dei frammenti di vetro nelle mascelle di entrambi gli scheletri, suggerendo che gli uomini si fossero suicidati mordendo le capsule di cianuro per evitare la cattura. Le registrazioni dentali ricostruite dalla memoria nel 1945 da Hugo Blaschke identificarono uno scheletro come quello di Ludwig Stumpfegger e l'altro come quello di Bormann. Il danno alla clavicola di quest'ultimo scheletro era coerente con le lesioni di Bormann che i suoi figli riferirono avesse subito in un incidente a cavallo nel 1939.
Gli esaminatori forensi stabilirono che le dimensioni dello scheletro e la forma del cranio erano identiche a quelle di Bormann. Le fotografie composte, in cui l'immagine del teschio era sovrapposta alla fotografia del volto degli uomini, erano completamente congruenti. La ricostruzione del viso fu intrapresa all'inizio del 1973 su entrambi i crani per confermare l'identità dei corpi. Poco dopo, il governo della Germania occidentale dichiarò morto Bormann. Alla famiglia non fu permesso di cremare il corpo, nel caso in cui si rivelasse necessario un ulteriore esame forense.
I resti furono definitivamente identificati come quelli di Bormann nel 1998, quando le autorità tedesche ordinarono i test genetici sui frammenti del cranio. Il test è stato condotto da Wolfgang Eisenmenger, professore di scienze forensi presso l'Università Ludwig Maximilian di Monaco. I test con il DNA mitocondriale (non il DNA nucleare) di uno dei suoi parenti hanno identificato il cranio come quello di Bormann. I resti di Bormann furono cremati l'anno dopo e le sue ceneri furono disperse nel Mar Baltico nel 1999, dopo una cerimonia funebre cattolica alla presenza del figlio Martin Bormann junior.

### Altre versioni e teorie del complotto
Altre versioni furono narrate da altri testimoni. Alcuni dissero di averlo visto fuggire nella zona sud di Berlino, passando prima per un sistema di gallerie sotterranee e poi spostandosi al fianco di alcuni carri armati tedeschi catturati dalle forze angloamericane. Altri sostennero che avesse preso contatto con i servizi segreti statunitensi, offrendo un'appetibile ricompensa per la sua salvezza: uranio e scienziati tedeschi. Si raccontò di come, nei primi di maggio del 1945, si fosse imbarcato ad Amburgo sull'U-Boot 234 e, arrivato in Spagna, fosse fuggito verso il Sud America. Spesso è citato nelle teorie del complotto riguardanti un'ipotetica fuga di Hitler stesso. Alcuni tedeschi residenti in Sudamerica affermarono di avere avuto a che fare con lui in Argentina nel dopoguerra sotto il falso nome di Juan Keller o Ricardo Bauer; avrebbe risieduto lì fino alla deposizione di Juan Domingo Perón (1955), trasferendosi poi in Paraguay. Nel settembre 1945, Bormann era ancora sospettato di essere vivo e sembrava aver trasmesso attraverso una radio clandestina, percepita a Stoccolma, che Hitler fosse ancora vivo.
Fonti del governo paraguaiano, compilate dai servizi segreti all'interno dei cosiddetti archivi del terrore, rese pubbliche nell'agosto del 1993 sostennero che Bormann fosse morto a causa di un tumore allo stomaco il 15 febbraio 1959 ad Asunción, in un'altra versione di febbre gialla nel 1975, dove viveva protetto dal dittatore Alfredo Stroessner. Sarebbe stato assistito dal medico delle SS (anch'egli ricercato) Josef Mengele, e, alla morte, sepolto, sotto falso nome, in una fossa comune.
Nel marzo 1966, durante un'intervista televisiva, il figlio di Adolf Eichmann, Klaus, convinto che Bormann si trovasse ancora in Sud America, gli lanciò un'aspra invettiva.
Secondo taluni le ossa trovate a Berlino erano ricoperte di una terra rossiccia, di tipo argilloso, che non apparteneva al suolo berlinese, ma si ritrova in quello russo e sudamericano. Ne nacque l'ipotesi che il cadavere di Bormann, morto in Sud America, fosse stato successivamente riesumato, trasportato e sepolto a Berlino, verso la fine degli anni sessanta e appositamente fatto trovare per depistare le indagini sugli altri nazisti fuggiti dalla Germania prima della fine della guerra tramite l'organizzazione ODESSA.
Secondo alcune testimonianze, sarebbe stato un gruppo di sedicenti giornalisti stranieri a disseppellire il presunto corpo di Bormann in Paraguay nel 1968, e a riportarlo in Europa. Effettivamente i resti cremati nel 1998 apparterrebbero comunque a Bormann.
Nel 1973 lo scrittore Ladislas Farago dichiarò di aver visitato Bormann in un ospedale boliviano e di aver discusso con lui per alcune ore. Farago segnalò numerosi particolari utili al rintracciamento e all'identificazione di Bormann, che però scomparve prima di poter effettuare una ricerca approfondita.
Un'ultima ipotesi, tra le teorie cosiddette complottiste, è quella raccontata da Christopher Creighton nel suo libro Salvate Bormann, in cui in un'operazione speciale, denominata James Bond, Winston Churchill e Ian Fleming, futuro autore dei romanzi gialli dedicati alla celebre spia, al tempo al servizio della Royal Navy, concepirono e svilupparono l'idea di catturare il segretario di Hitler, al fine di recuperare l'oro del Reich, confiscato agli ebrei, in cambio di una nuova identità e che Bormann fosse morto a Londra nel 1989. 

### Approfondimenti
- Paul R. Bartrop, Michael Dickerman (a cura di), The Holocaust: An Encyclopedia and Document Collection, vol. 1, Sanda Barbara, Denver, ABC-CLIO, 2017, ISBN 978-1-4408-4083-8.
- Alan Bullock, Hitler: A Study in Tyranny, New York, Konecky & Konecky, 1999  [1952], ISBN 978-1-56852-036-0.
- Christopher Creighton, Salvate Bormann. Che fine ha fatto l'onnipotente segretario di Hitler, scomparso nel rogo di Berlino?, traduzione di Brunello Lotti, Milano, Rizzoli, 1996,  p. 286, ISBN 88-17-84483-7.
- Joachim Fest, Il volto del Terzo Reich, traduzione di Licia Berlot, Collana Testimonianze tra cronaca e storia, Milano, Mursia, 1970,  p. 500.
- Joachim Fest, La disfatta. Gli ultimi giorni di Hitler e la fine del Terzo Reich, Collezione Storica, Milano, Garzanti, 2003,  p. 168.
- Charles Hamilton, Leaders & Personalities of the Third Reich, Vol. 1, San Jose, R. James Bender Publishing, 1984, ISBN 0-912138-27-0.
- Anton Joachimsthaler, The Last Days of Hitler: The Legends, the Evidence, the Truth, traduzione di Helmut Bögler, London, Brockhampton Press, 1999  [1995], ISBN 978-1-86019-902-8.
- Ian Kershaw, To Hell and Back: Europe 1914–1949, New York, Penguin Books, 2016, ISBN 978-0-14-310992-1.
- Tony Le Tissier, Race for the Reichstag: The 1945 Battle for Berlin, Barnsley, Pen and Sword, 2010  [1999], ISBN 978-1-84884-230-4.
- Alan Levy, Nazi Hunter: The Wiesenthal File, Revised 2002, London, Constable & Robinson, 2006  [1993], ISBN 978-1-84119-607-7.
- Peter Longerich, Heinrich Himmler: A Life, Oxford; New York, Oxford University Press, 2012, ISBN 978-0-19-959232-6.
- George Mosse, Nazi Culture: Intellectual, Cultural and Social Life in the Third Reich, Madison, WI, University of Wisconsin Press, 2003, ISBN 978-0-299-19304-1.
- Richard Overy, The Dictators: Hitler's Germany and Stalin's Russia, London, Penguin, 2005  [2004], ISBN 978-0-14-191224-0.
- Thomas Schirrmacher, Hitlers Kriegsreligion. Die Verankerung der Weltanschauung Hitlers in seiner religiösen Begrifflichkeit und seinem Gottesbild, 2007.
- (EN) Richard Steigmann-Gall, The Holy Reich: Nazi Conceptions of Christianity, 1919–1945, Cambridge University Press, 2003, ISBN 978-0-521-82371-5.
- Hugh Trevor-Roper, The Last Days of Hitler, London, Pan Books, 2002  [1947], ISBN 978-0-330-49060-3.
- (EN) James Wilson, Hitler's Alpine Headquarters, Barnsley, Pen and Sword, 2013, ISBN 978-1-78303-004-0.
- Joseph Wulf, Martin Bormann, ombra di Hitler, traduzione di Luisa Coeta, Collana Memorie e Documenti, Milano, Garzanti, 1965,  p. 260.
- Imre Karacs, DNA test closes book on mystery of Martin Bormann, in The Independent, London, Independent Print Limited, 4 maggio 1998.